# Comté d'Union (Géorgie)
Pour les articles homonymes, voir Comté d'Union.
Le comté d'Union (en anglais : Union County) est un comté dans le nord de l'État de Géorgie, aux États-Unis. Il est situé à la frontière avec la Caroline du Nord, dans le sud des Appalaches. Son siège est Blairsville.

## Démographie
| 1840  | 1850  | 1860  | 1870  | 1880  | 1890  |
| ----- | ----- | ----- | ----- | ----- | ----- |
| 3 152 | 7 234 | 4 413 | 5 267 | 6 431 | 7 749 |

| 1900  | 1910  | 1920  | 1930  | 1940  | 1950  |
| ----- | ----- | ----- | ----- | ----- | ----- |
| 8 481 | 6 918 | 6 455 | 6 340 | 7 680 | 7 318 |

| 1960  | 1970  | 1980  | 1990   | 2000   | 2010   |
| ----- | ----- | ----- | ------ | ------ | ------ |
| 6 510 | 6 811 | 9 390 | 11 993 | 17 289 | 21 356 |